# Суринам на летних Олимпийских играх 1968
Суринам принимал участие в Летних Олимпийских играх 1968 года в Мехико (Мексика) во второй раз за свою историю, но не завоевал ни одной медали. Страну на Играх представлял спринтер Эдди Монселс, чемпион Нидерландов 1968 года и рекордсмен страны в беге на 100 метров. Он готовился к Играх в Нидерландах, выступал за клуб AV'40 Delft.

## Результаты соревнований

### Лёгкая атлетика
Мужчины
Беговые дисциплины
| Дисциплина        | Спортсмен    | Предварительный раунд | Предварительный раунд | Предварительный раунд | Четвертьфиналы | Четвертьфиналы | Четвертьфиналы | Полуфиналы           | Полуфиналы           | Полуфиналы           | Финал                | Финал                |
| Дисциплина        | Спортсмен    | Забег                 | Время                 | Место                 | Забег          | Время          | Место          | Забег                | Время                | Место                | Время                | Место                |
| ----------------- | ------------ | --------------------- | --------------------- | --------------------- | -------------- | -------------- | -------------- | -------------------- | -------------------- | -------------------- | -------------------- | -------------------- |
| бег на 100 метров | Эдди Монселс | 8                     | 10,48                 | 5                     | 4              | 10,45 NR       | 8              | Завершил выступление | Завершил выступление | Завершил выступление | Завершил выступление | Завершил выступление |